# نجير نيفادي
النجير النيفادي (الاسم العلمي: Agrostis nevadensis) نوع نباتي يتبع جنس النجير وينتمي إلى الفصيلة النجيلية.